# Aparecida do Rio Doce
Aparecida do Rio Doce (aparținând de Goiás GO) este un oraș în Brazilia. 